# 迪特马尔·绍尔哈默
迪特马尔·绍尔哈默（德語：Dietmar Schauerhammer，1955年8月12日—），德国男子雪车运动员。他曾代表东德参加1984年和1988年冬季奥林匹克运动会雪车比赛，共获得二枚金牌和一枚银牌。